# Kenneth Aston
Kenneth Aston (Essex, Colchester, 1915. szeptember 1. – 2001. október 23.) angol nemzetközi  labdarúgó-játékvezető. Teljes nevén: Kenneth George "Ken" Aston. Eredeti foglalkozása tanár, a St Luke Collegiumban diplomázott, ahol az 1950-es labdarúgó-világbajnokság-on a döntő találkozót vezető George Reader játékvezető is végzett. A II. világháborúban és utána is hivatásos katonatisztként szolgált. Egy bokasérülés miatt 1946-ban leszerelt, majd a Changi War Crimes Tribunalbem újságírással foglalkozott. 1953-tól Londonban, a Newbury Park Schoolnál iskolaigazgató.

## Pályafutása

### Nemzeti játékvezetés
1936-ban vizsgázott. A második világháború félbeszakította pályafutását. A háborúban megsebesült, leszerelték és 1946-tól újra a játéktéren tevékenykedett. 1949-ben lett az I. Liga játékvezetője. A nemzeti játékvezetéstől 1963-ban vonult vissza.
Mottója: a játék színpadán 22 játékos kétfelvonásos előadást tart, a játékvezető a színi igazgató. Nincs szövegkönyv, nincs terv, nem tudni az előadás végeredményét, de a játéknak élvezetet kell nyújtania.[forrás?]

#### Nemzeti kupamérkőzések
Vezetett kupadöntők száma: 1.

##### FA-kupa
1963-ban az angol szövetség szakmai felkészültségének elismeréseként felkérte, hogy vezesse le a döntő mérkőzést. Ez a mérkőzés volt Aston búcsúja a nemzeti játékvezetéstől.
| Időpont         | Helyszín                | Mérkőzés típusa | Mérkőzés                               | Eredmény | Nézők száma |
| --------------- | ----------------------- | --------------- | -------------------------------------- | -------- | ----------- |
| 1963. május 25. | Wembley Stadion, London | döntő           | Leicester City FC–Manchester United FC | 1 : 3    | 99 604      |

### Nemzetközi játékvezetés
Az Angol labdarúgó-szövetség Játékvezető Bizottsága (JB) terjesztette fel nemzetközi játékvezetőnek, a Nemzetközi Labdarúgó-szövetség (FIFA) 1958-tól tartotta nyilván bírói keretében. A FIFA JB központi nyelvei közül a angolt beszélte. Több nemzetek közötti válogatott és klubmérkőzést vezetett, vagy működő társának partbíróként segített. Kiváló felkészültsége mellett több alkalommal is előfordult, hogy a mérkőzést hazavezette. Eredményeként a nemzetközi pályafutás felfüggesztésre került, tagságát 1963-ig megőrizte, de mérkőzést nem kapott. Az angol nemzetközi játékvezetők rangsorában, a világbajnokság-Európa-bajnokság sorrendjében többedmagával a 21. helyet foglalja el 3 találkozó szolgálatával. Válogatott mérkőzéseinek száma: 7.

#### Labdarúgó-világbajnokság
A világbajnoki döntőhöz vezető úton Chilébe a VII., az 1962-es labdarúgó-világbajnokságra  a FIFA JB játékvezetőként alkalmazta. A nyitó mérkőzést olyan jól vezette, hogy a FIFA JB vezetői a következő találkozóra, a már előzetesen kijelölt játékvezetőt vele helyettesítették. A Chile-Olaszország találkozón botrányos jelenetek játszódtak le. Két olasz játékost kiállított, mert nem - akarta látni - látta a hazai Sanchez provokáló durvaságát, csak az olasz játékosok önbíráskodását észlelte! Etikátlan magatartás miatt - haza vezette a mérkőzést -, a FIFA JB felkérte, hogy jelentsen "beteget". Már Európában is voltak kellemetlenségei, sorsdöntő mérkőzéseken látott rosszul, de az angol Labdarúgó-szövetség mégis jelölte a világbajnokságra. A FIFA vezetőjének, Sír Stanley Rous egyéni véleménye szerint az egyik legnagyobb csalódás volt a mutatott szakmai munkája. Ő volt a legelső játékvezető, akit világbajnokságokról hazaküldtek. Egy csoportmérkőzésen első számú partbíró volt, játékvezetői sérülés esetén továbbvezethette volna a találkozót. Világbajnokságon vezetett mérkőzéseinek száma: 2+1 (partbíró).

##### 1962-es labdarúgó-világbajnokság

###### Selejtező mérkőzés
| Időpont           | Helyszín               | Mérkőzés típusa           | Mérkőzés         | Eredmény | Nézők száma |
| ----------------- | ---------------------- | ------------------------- | ---------------- | -------- | ----------- |
| 1961. október 29. | Wankdorf Stadion, Bern | előselejtező (1. csoport) | Svájc–Svédország | 3 : 2    | 55 000      |

###### Világbajnoki mérkőzés
| Időpont         | Helyszín                  | Mérkőzés típusa              | Mérkőzés          | Eredmény | Nézők száma |
| --------------- | ------------------------- | ---------------------------- | ----------------- | -------- | ----------- |
| 1962. május 30. | Nemzeti Stadion, Santiago | csoportmérkőzés (B. csoport) | Chile–Svájc       | 3 : 1    | 65 000      |
| 1962. június 2. | Nemzeti Stadion, Santiago | csoportmérkőzés (B. csoport) | Chile–Olaszország | 2 : 0    | 66 000      |

#### Labdarúgó-Európa-bajnokság
Az európai labdarúgó torna döntőjéhez vezető úton Franciaországba az I., az 1960-as labdarúgó-Európa-bajnokságra az UEFA JB partbíróként foglalkoztatta.

##### 1960-as labdarúgó-Európa-bajnokság

###### Európa-bajnoki mérkőzés
| Időpont          | Helyszín                 | Mérkőzés típusa | Mérkőzés                | Játékvezető  | Eredmény | Nézők száma |
| ---------------- | ------------------------ | --------------- | ----------------------- | ------------ | -------- | ----------- |
| 1960. július 10. | Parc des Princes, Párizs | döntő           | Szovjetunió–Jugoszlávia | Arthur Ellis | 2 – 1    | 17 966      |

#### Nemzetközi kupamérkőzés
Vezetett kupadöntők száma: 1.

##### Interkontinentális kupa
A FIFA JB elismerve szakmai felkészültségét megbízta a második döntő találkozó koordinálásával.
| Időpont             | Helyszín                          | Mérkőzés típusa        | Mérkőzés                  | Eredmény | Nézők száma |
| ------------------- | --------------------------------- | ---------------------- | ------------------------- | -------- | ----------- |
| 1960. szeptember 4. | Santiago Bernabéu Stadion, Madrid | döntő második mérkőzés | Real Madrid CF–CA Peñarol | 5 : 1    | 100 000     |

## Pozitív sztori
A Chile-Svájc találkozó előtt úgy döntött, hogy ellenőrzi a találkozóra biztosított labdák alkalmasságát. Szakmai munkájának eredményeként egyetlen labdát sem talált alkalmasnak a játékra, így a szervezők újakért szaladtak. Ennek ellenére a legjobb labdával elkezdték a mérkőzést és csak a szünetben cseréltek szabályszerű labdára.

## Sportvezetőként
Nemzetközi játékvezetői pályafutását befejezve nyolc éven keresztül a FIFA Játékvezető Bizottságban dolgozott, tagként és 1972-1974 között elnökként. A FIFA JB társadalmi munkásaként három világbajnokságon 1966-ban, 1970-ben és 1974-ben a helyszínen irányította a játékvezetők munkáját. Sportvetői tevékenységének eredményeként vezették be a tartalék vagy negyedik játékvezetőt 1966-ban, 1970-ben pedig a sárga és a piros lap alkalmazását. Javaslatára szerepel a szabálykönyvben a labda légnyomásának értéke, illetve 1974-től a cserejátékosok táblájának bevezetése. Vérbeli tanár, a FIFA JB nemzetközi játékvezetőinek oktatásáért felelős személy. 1980-2001 között több játékvezetői tanfolyamot tartott az USA-ban.

## Sikerei, díjai
Az amerikai futball szervezéséért, tanácsadásiért a játékvezetők szakmai felkészültségének elősegítéséért 1997-ben az Angol Labdarúgó-szövetség javaslatára Astonnak ítélték a MBE Member of the British Empire (a brit birodalom Orderjének a tagja) állami kitüntetést.